# Europees kampioenschap basketbal mannen 1953
Eurobasket 1953 is het achtste gehouden Europees Kampioenschap basketbal. Eurobasket 1953 werd georganiseerd door FIBA Europe. Zeventien landen die ingeschreven waren bij de FIBA, namen deel aan het toernooi dat gehouden werd in 1953 te Moskou, Sovjet-Unie. Het gastland, de Sovjet-Unie, werd de uiteindelijke winnaar.

## Eindklassement
1. Sovjet-Unie
2. Hongarije
3. Frankrijk
4. Tsjecho-Slowakije
5. Israël
6. Joegoslavië
7. Italië
8. Egypte
9. Bulgarije
10. België
11. Zwitserland
12. Finland
13. Roemenië
14. Bondsrepubliek Duitsland
15. Libanon
16. Denemarken
17. Zweden

## Resultaten

### Voorronde

#### Groep A
| Plaats | Land              | Ges. | W | V | PV  | PT  | Verschil |
| ------ | ----------------- | ---- | - | - | --- | --- | -------- |
| 1      | Tsjecho-Slowakije | 6    | 3 | 0 | 202 | 107 | +95      |
| 2      | Italië            | 5    | 2 | 1 | 186 | 134 | +52      |
| 3      | Roemenië          | 4    | 1 | 2 | 148 | 146 | −2       |
| 4      | Zwitserland       | 3    | 0 | 3 | 101 | 250 | −149     |

| Tsjecho-Slowakije | 59 - 43 | Italië      |
| Tsjecho-Slowakije | 49 - 31 | Roemenië    |
| Tsjecho-Slowakije | 94 - 33 | Zwitserland |
| Italië            | 61 - 43 | Roemenië    |
| Zwitserland       | 32 - 82 | Italië      |
| Roemenië          | 74 - 36 | Zwitserland |

#### Groep B
| Plaats | Land                     | Ges. | W | V | PV  | PT  | Verschil |
| ------ | ------------------------ | ---- | - | - | --- | --- | -------- |
| 1      | Egypte                   | 6    | 3 | 0 | 223 | 125 | +98      |
| 2      | Frankrijk                | 5    | 2 | 1 | 199 | 151 | +48      |
| 3      | Bondsrepubliek Duitsland | 4    | 1 | 2 | 150 | 187 | −37      |
| 4      | Zweden                   | 3    | 0 | 3 | 96  | 205 | −109     |

| Frankrijk                | 76 - 44 | Bondsrepubliek Duitsland |
| Frankrijk                | 58 - 74 | Egypte                   |
| Frankrijk                | 65 - 33 | Zweden                   |
| Bondsrepubliek Duitsland | 41 - 74 | Egypte                   |
| Zweden                   | 37 - 65 | Bondsrepubliek Duitsland |
| Egypte                   | 75 - 26 | Zweden                   |

#### Groep C
| Plaats | Land        | Ges. | W | V | PV  | PT  | Verschil |
| ------ | ----------- | ---- | - | - | --- | --- | -------- |
| 1      | Sovjet-Unie | 6    | 3 | 0 | 241 | 99  | +142     |
| 2      | Hongarije   | 5    | 2 | 1 | 206 | 129 | +77      |
| 3      | België      | 4    | 1 | 2 | 122 | 151 | −29      |
| 4      | Denemarken  | 3    | 0 | 3 | 79  | 269 | −190     |

| Sovjet-Unie | 59 - 31  | België     |
| Sovjet-Unie | 64 - 54  | Hongarije  |
| Sovjet-Unie | 118 - 14 | Denemarken |
| Hongarije   | 57 - 35  | België     |
| Denemarken  | 35 - 56  | België     |
| Hongarije   | 95 - 30  | Denemarken |

#### Groep D
Libanons opgave tijdens de wedstrijd tegen Israël leverde het land (Libanon) niet het gebruikelijke punt op.
| Plaats | Land        | Ges. | W | V | PV  | PT  | Verschil |
| ------ | ----------- | ---- | - | - | --- | --- | -------- |
| 1      | Israël      | 7    | 3 | 1 | 178 | 141 | +37      |
| 2      | Joegoslavië | 7    | 3 | 1 | 218 | 170 | +48      |
| 3      | Bulgarije   | 7    | 3 | 1 | 230 | 182 | +48      |
| 4      | Finland     | 5    | 1 | 3 | 184 | 219 | −35      |
| 5      | Libanon     | 3    | 0 | 4 | 159 | 257 | −98      |

| Bulgarije   | 61 - 45           | Finland     |
| Joegoslavië | 25 - 27           | Bulgarije   |
| Bulgarije   | 48 - 61           | Israël      |
| Libanon     | 51 - 94           | Bulgarije   |
| Finland     | 37 - 41           | Joegoslavië |
| Israël      | 60 - 36           | Finland     |
| Finland     | 66 - 57           | Libanon     |
| Joegoslavië | 57 - 55           | Israël      |
| Libanon     | 51 - 95           | Joegoslavië |
| Israël      | 2 - 0 (walk-over) | Libanon     |

### Classificatieronde

#### Classificatieronde 1
De negen teams die in de voorronde doorgingen naar de classificatieronde werden in de eerste classificatieronde ingedeeld in twee groepen (een van vijf en een van vier). De nummers 1 en 2 gingen in de tweede classificatieronde spelen voor de plekken 9, 10, 11 en 12. De nummers 3 en 4 gingen in de tweede classificatieronde spelen voor de plekken 13, 14, 15 en 16. De nummer vijf van groep 2 wordt 17e van het toernooi.

##### Groep 1
| Plaats | Land                     | Ges. | W | V | PV  | PT  | Verschil |
| ------ | ------------------------ | ---- | - | - | --- | --- | -------- |
| 1      | Bulgarije                | 6    | 3 | 0 | 255 | 128 | +127     |
| 2      | Zwitserland              | 5    | 2 | 1 | 168 | 163 | +5       |
| 3      | Bondsrepubliek Duitsland | 4    | 1 | 2 | 145 | 164 | −19      |
| 4      | Denemarken               | 3    | 0 | 3 | 99  | 212 | −113     |

| Bulgarije                | 82 - 50 | Bondsrepubliek Duitsland |
| Bulgarije                | 77 - 52 | Zwitserland              |
| Bulgarije                | 96 - 26 | Denemarken               |
| Bondsrepubliek Duitsland | 44 - 51 | Zwitserland              |
| Denemarken               | 31 - 51 | Bondsrepubliek Duitsland |
| Zwitserland              | 65 - 42 | Denemarken               |

##### Groep 2
| Plaats | Land     | Ges. | W | V | PV  | PT  | Verschil |
| ------ | -------- | ---- | - | - | --- | --- | -------- |
| 1      | België   | 7    | 3 | 1 | 263 | 213 | +50      |
| 2      | Finland  | 7    | 3 | 1 | 216 | 185 | +31      |
| 3      | Roemenië | 7    | 3 | 1 | 250 | 213 | −37      |
| 4      | Libanon  | 5    | 1 | 3 | 241 | 235 | +6       |
| 5      | Zweden   | 4    | 0 | 4 | 156 | 280 | −124     |

| Roemenië | 60 - 55 | België   |
| Zweden   | 43 - 74 | Roemenië |
| Roemenië | 51 - 59 | Finland  |
| Libanon  | 56 - 65 | Roemenië |
| België   | 75 - 38 | Zweden   |
| Finland  | 49 - 59 | België   |
| België   | 74 - 66 | Libanon  |
| Zweden   | 32 - 55 | Finland  |
| Libanon  | 76 - 43 | Zweden   |
| Finland  | 53 - 43 | Libanon  |

#### Classificatieronde 2

##### Classificatie 13-16
| Bondsrepubliek Duitsland | 58 - 56 | Libanon    |
| Roemenië                 | 80 - 53 | Denemarken |

###### Classificatie 15/16
| Libanon | 74 - 40 | Denemarken |

###### Classificatie 13/14
| Bondsrepubliek Duitsland | 59 - 69 | Roemenië |

##### Classificatie 9-12
| Bulgarije | 57 - 45 | Finland     |
| België    | 59 - 43 | Zwitserland |

###### Classificatie 11/12
| Finland | 45 - 51 | Zwitserland |

###### Classificatie 9/10
| Bulgarije | 71 - 52 | België |

### Finalegroep
In de finalegroep zaten de nummers 1 en 2 van de voorrondegroepen. Egypte's opgave tijdens de wedstrijd tegen Israël leverde het land (Egypte) niet het gebruikelijke punt op.
| Plaats | Land              | Ges. | W | V | PV  | PT  | Verschil |
| ------ | ----------------- | ---- | - | - | --- | --- | -------- |
| 1      | Sovjet-Unie       | 14   | 7 | 0 | 444 | 265 | +179     |
| 2      | Hongarije         | 11   | 4 | 3 | 375 | 282 | +93      |
| 3      | Frankrijk         | 11   | 4 | 3 | 391 | 374 | +17      |
| 4      | Tsjecho-Slowakije | 11   | 4 | 3 | 387 | 332 | +55      |
| 5      | Israël            | 11   | 4 | 3 | 238 | 327 | −89      |
| 6      | Joegoslavië       | 10   | 3 | 4 | 334 | 370 | −36      |
| 7      | Italië            | 8    | 1 | 6 | 323 | 387 | −64      |
| 8      | Egypte            | 7    | 1 | 6 | 271 | 426 | −155     |

| Israël            | 20 - 66          | Hongarije         |
| Israël            | 25 - 75          | Sovjet-Unie       |
| Israël            | 45 - 62          | Frankrijk         |
| Israël            | 2 - 0 (walkover) | Egypte            |
| Israël            | 59 - 53          | Tsjecho-Slowakije |
| Israël            | 47 - 42          | Italië            |
| Israël            | 40 - 29          | Joegoslavië       |
| Hongarije         | 24 - 29          | Sovjet-Unie       |
| Frankrijk         | 50 - 39          | Hongarije         |
| Hongarije         | 89 - 50          | Egypte            |
| Tsjecho-Slowakije | 44 - 39          | Hongarije         |
| Hongarije         | 49 - 38          | Italië            |
| Joegoslavië       | 51 - 69          | Hongarije         |
| Sovjet-Unie       | 80 - 51          | Frankrijk         |
| Egypte            | 27 - 66          | Sovjet-Unie       |
| Sovjet-Unie       | 49 - 41          | Tsjecho-Slowakije |
| Italië            | 54 - 88          | Sovjet-Unie       |
| Sovjet-Unie       | 57 - 43          | Joegoslavië       |
| Frankrijk         | 73 - 62          | Egypte            |
| Tsjecho-Slowakije | 55 - 47          | Frankrijk         |
| Frankrijk         | 52 - 54          | Italië            |
| Joegoslavië       | 39 - 56          | Frankrijk         |
| Egypte            | 33 - 87          | Tsjecho-Slowakije |
| Italië            | 51 - 60          | Egypte            |
| Egypte            | 39 - 58          | Joegoslavië       |
| Tsjecho-Slowakije | 43 - 39          | Italië            |
| Joegoslavië       | 66 - 64          | Tsjecho-Slowakije |
| Italië            | 45 - 48          | Joegoslavië       |

| Eurobasket 1953 winnaar |
| ----------------------- |
| Sovjet-Unie Derde titel |